# SSX (computerspel)
SSX (afkorting voor Super Snowcross) is een computerspel dat werd ontwikkeld door EA Canada en uitgegeven door de Amerikaanse computerspellenfabrikant Electronic Arts onder het label EA Sports BIG. Dit label is speciaal in het leven geroepen door Electronic Arts voor extreme sportspellen. Het spel kwam in 2000 uit voor de PlayStation 2. Het spel is een snowboardspel dat werd ontvangen met verschillende goede beoordelingen.

## Het spel
Aan het begin van het spel moet de speler een snowboarder kiezen. Hierbij kan gekozen worden uit een aantal mogelijkheden waarbij elke personage zijn eigen karakteristieken heeft. Nadat een parcours gekozen kan de speler kiezen om voor de tijd of voor de punten te strijden. Elk parcours is gevuld met ramps, rails, hellingen en diverse voorwerpen. Bij het uitvoeren van trucs ontvangt de speler krediet in zijn 'boostbalk'. Als deze vol is kan deze worden ingezet voor een versnelling. Sommige trucs komen daadwerkelijk uit de snowboardwereld, maar de meer geavanceerdere trucs zijn onmogelijk volgens de wetten van de natuurkunde. Het spel kent ook een 'freeride' optie waarbij een parcours verkend kan worden.
In totaal zijn er acht personages waarbij de speler bij de aanvang van het spel kan kiezen uit vier snowboarders. De andere komen vrij na het behalen van genoeg overwinningen.

## Releasedatums
- 26 oktober 2000 (Japan)
- 30 oktober 2000 (Noord-Amerika)
- 24 november 2000 (Europa)

## Personages
| Naam             | Nationaliteit       | Bochten | Snelheid | Stabiliteit | Tricks |
| ---------------- | ------------------- | ------- | -------- | ----------- | ------ |
| Mac Fraser       | Verenigde Staten    | 25      | 26       | 31          | 35     |
| Moby Jones       | Verenigd Koninkrijk | 25      | 28       | 27          | 33     |
| Elise Riggs      | Canada              | 35      | 32       | 24          | 28     |
| Kaori Nishidake  | Japan               | 27      | 28       | 24          | 35     |
| Jurgen Angermann | Duitsland           | 27      | 30       | 35          | 20     |
| J.P. Arsenault   | Frankrijk           | 28      | 27       | 28          | 33     |
| Zoe Payne        | Verenigde Staten    | 30      | 30       | 28          | 29     |
| Hiro Karamatsu   | Japan               | 32      | 35       | 24          | 23     |

## Tracks
In het computerspel zijn acht tracks aanwezig:
| Naam         | Plaats                             | Niveau               | Lengte (meter) | Hoogteverschil (meter) |
| ------------ | ---------------------------------- | -------------------- | -------------- | ---------------------- |
| Snowdream    | Japan                              | beginner             | 2860           | 826                    |
| Elysium Alps | Alpen, Europa                      | gevorderd            | 6899           | 2505                   |
| Mesablanca   | Zuidwesten van de Verenigde Staten | expert               | 3875           | 2345                   |
| Merqury city | Oostkust Verenigde Staten          | expert               | 3874           | 1384                   |
| Tokyo        | Tokio                              | super expert         | 1300           | 488                    |
| Aloha        | Hawaï                              | super expert         | 2766           | 1132                   |
| Pipedream    | Engeland                           | super expert         | 1480           | 870                    |
| Untracked    | Alaska                             | niet geclassificeerd | onbekend       | 2700                   |

## Ontvangst
| Beoordeeld door                     | Datum           | Score |
| ----------------------------------- | --------------- | ----- |
| PSM                                 | november 2000   | 100%  |
| Gamer's Pulse                       | 13 januari 2001 | 99%   |
| IGN                                 | 23 oktober 2000 | 93%   |
| Game Informer Magazine              | november 2000   | 92%   |
| Power Unlimited                     | februari 2001   | 92%   |
| Game Revolution                     | november 2000   | 91%   |
| Digital Press - Classic Video Games | 4 december 2003 | 90%   |
| Game Critics                        | 4 maart 2001    | 85%   |
| 4Players.de                         | 1 december 2000 | 83%   |
| Gamekult                            | 8 december 2000 | 70%   |

## Vervolgen
- SSX Tricky (2001)
- SSX 3 (2003)
- SSX on Tour (2005)
- SSX Blur (2007)
- SSX (2012)